# ショートスリーパー
ショートスリーパー（英語: short sleeper）とは、短い睡眠時間で健康を保っていられる人間のことであり、短眠者（たんみんしゃ）ともいう。

## 概要
一日の平均睡眠時間は7-8時間程度が健康的とされるが、6時間未満でも生活できる人間がいる。
ナポレオン、エジソンは4時間、フランツ・ヨーゼフ1世は3時間しか眠らなかったという説があるが、真偽のほどは不明である。
ショートスリーパーで、日本の芸能人である武井壮は、2時間の睡眠が通常の人の12時間睡眠に匹敵する程のレム睡眠の少なさと言う特殊な体質の為、物心が付いてから4時間以上の睡眠を取ったことが無いということが番組の検証で明らかとなっている。
逆に、長時間の睡眠を要する人間のことを、ロングスリーパーという。

## 特徴
ショートスリーパーは、平均的な睡眠時間（7-8時間）の人間と比べて、レム睡眠が圧倒的に少ない。ノンレム睡眠の時間はほとんど差が無い。その為、通常の人よりも睡眠時間が短くても、特段不調を訴えることはないとされる。睡眠専門医の多くは、睡眠時間は遺伝子で決められているため、睡眠時間を縮めることは不可能だと指摘している。年齢によっても睡眠時間は変わることがあり、若い時は睡眠時間が長く、高齢になるにつれ短くなる傾向がある。睡眠サイクル（体内時計）が乱れると、睡眠時間が長くなることがある。季節でも睡眠時間に変化はあり、夏は冬より短くなる傾向がある。

## ショートスリーパーの発言
- 中国武術の達人として知られる澤井健一の発言

- 星一がエジソンに会った時の会話

- 森鷗外

## 不眠症との違い
ICSDでは、提案段階の分類に、Short Sleeper（307.49-0）に分類されている。不満を訴えることはないと記載されている。
日中の苦痛がある場合に不眠症である。『精神障害の診断と統計マニュアル』（DSM-IV-TR）の原発性不眠症の鑑別診断の項に、疲労や集中力の低下などの症状がない場合には、短時間睡眠者であり不眠症ではないとしている。その場合には、正常な短眠者である。